# 경산경찰서
경산경찰서(慶山警察署, Gyeongsan Police Station)는 경상북도경찰청이 관할하는 경찰서 중 하나이다. 경상북도 경산시 일대를 관할한다. 경상북도 경산시 원효로 68에 위치하고 있다.
서장은 총경으로 보한다.

## 기본 정보
- 주소: 경상북도 경산시 원효로 68
- 우편번호: 38637

## 관할 파출소
경산경찰서는 1개의 지구대와 7개의 파출소를 산하에 두고 있다.
| 명칭       | 사진 | 주소              | 관할구역                                                        | 치안센터                  |
| ---------- | ---- | ----------------- | --------------------------------------------------------------- | ------------------------- |
| 중앙파출소 |      | 대학로 207        | 대동, 조영동, 임당동, 중방동                                    |                           |
| 서부지구대 |      | 성암로 27         | 서부1동, 중앙동, 남부동, 옥산동, 옥곡동, 사정동, 정평동, 남천면 | 남천치안센터 역전치안센터 |
| 자인파출소 |      | 자인면 금학로 8   | 자인면, 용성면, 남산면, 압량읍 일부                             | 용성치안센터 남산치안센터 |
| 진량파출소 |      | 진량읍 낙산길 6   | 진량읍                                                          |                           |
| 하양파출소 |      | 하양읍 금송로 179 | 하양읍                                                          | 청천치안센터              |
| 동부파출소 |      | 계양로 44         | 계양동                                                          |                           |
| 압량파출소 |      | 압량읍 부적길 50  | 압량읍 일부, 임당동 일부                                        |                           |
| 와촌파출소 |      | 와촌면 금송로 420 | 와촌면                                                          |                           |